# 施塔恩贝格
施塔恩贝格（德語：Starnberg，發音：[ˈʃtaʁnbɛʁk] ⓘ）是德国巴伐利亚州上巴伐利亚行政区施塔恩贝格县的城市，也是施塔恩贝格县的县治，位于施塔恩贝格湖畔，面积61.85平方千米，2023年12月31日人口为23,940人。